# جواز سفر سوداني
جواز السفر السوداني هي وثائق رسمية تصدر لرعايا جمهورية السودان لغرض السفر الدولي بجانب كونها دليلاً لإثبات الجنسية السودانية، تستخدم أيضاً لتسهيل الحصول على مساعدة من مسؤولو القنصليات السودانية في الخارج. تصدر الجوازات بشكل عام بمدة صلاحية 10 سنوات، ويجدد كل سنتين جميع الجوازات بعد تلك الفترة لا تكون قابلة للتجديد. ولذلك، يجب على المواطن التقدم بطلب للحصول على جواز سفر جديد مرة أخرى.
أصدرت الحكومة السودانية في مايو 2009 إصدارًا إلكترونياً جديداً من الجواز وذلك للتماشي مع المعايير العالمية الجديدة ومتطلبات منظمة الطيران المدني الدولي. توفر جوازات السفر الجديدة اماناً أفضل وفعالية كبيرة في مكافحة التزوير، ويعمل على حد سواء مع الجواز التقليدي.

## معلومات الجواز

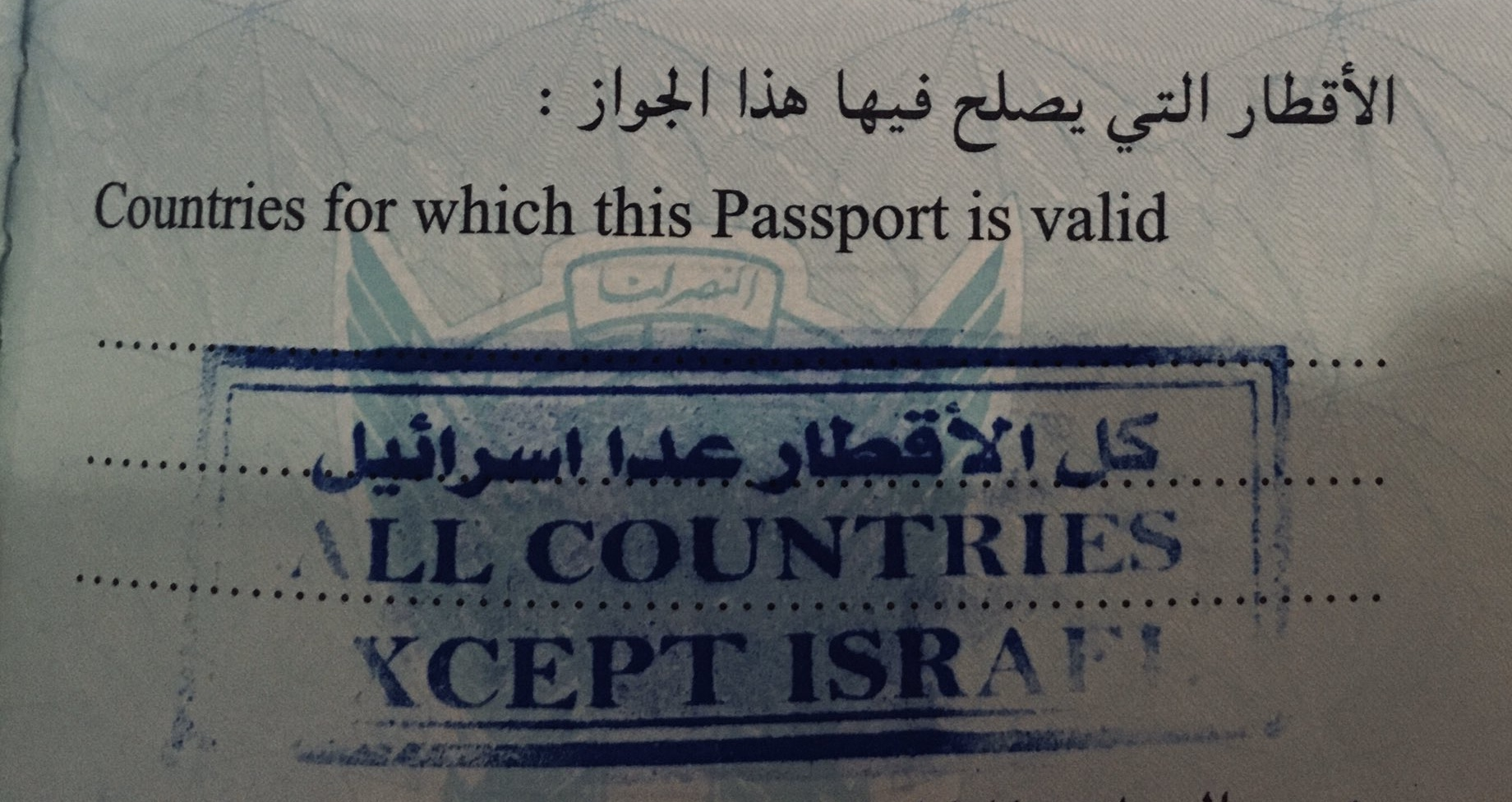
جواز السفر السوداني قبل مايو 2009

جوازات السفر السودانية ذات لون أخضر، عليها صقر الجديان مذهب في وسط الغلاف الأمامي. اسفل الشعار، توجد كلمة «جواز سفر» و(بالإنجليزية: Passport)‏. يحتوي الجواز السوداني على 62 صفحة، ولأن اللغة العربية هي لغة مكتوبة من اليمين إلى اليسار، يبدأ فتح الجواز من اليمين إلى اليسار. اما الجوازات الالكترونية الجديدة، فهي ذات لون الأزرق داكن، بنفس التصميم الجواز الأخضر.

### سُلطات الإصدار
أنواع جوازات السفر السودانية:
- جوازات سفر دبلوماسية.
- جوازات سفر خاصة.
- جوازات سفر لمهمة.
- جوازات سفر عادية.
- جوازات سفر تجارية.
- جوازات السفر للشئون الخارجية.

تصدر الجوازات العادية عن وزارة الداخلية (إدارة الجوازات والهجرة والجنسية)، أو من القنصليات، والسفارات السودانية خارج السودان. أما الجوازات الإلكترونية الجديدة، فهي ما يتم حاليًا إصدارها. ولا تتوافر معلومات حتى الآن عن مدى توافر الجوازات الجديدة خارج السودان.

### محتوى الصفحات
في الجواز الإلكتروني، تظهر معلومات حامل الجواز في الصفحة الآولى من الجواز، وتكون المعلومات بالترتيب التالي:
- رقم جواز السفر1234356
- الرقم الوطني 655
- مكان الإصدار
- تاريخ الإصدار
- تاريخ الانتهاء
- إصدار السلطة 5
- صورة حامل جواز السفر
- الباركود (الرقم التسلسلي + رقم جهة الإصدار)
- العنوان (باللغة العربية)
- رموز لآلة القراءة

### اللغات
تصدر جوازات السفر السودانية باللغتين لغة عربية واللغة الإنجليزية.